# VfL Leverkusen
Der VfL Leverkusen war ein Fußballverein aus dem Leverkusener Stadtteil Küppersteg. Die erste Herrenmannschaft des Vereins spielte von 2014 bis 2016 in der Mittelrheinliga. Die Vereinsfarben des VfL Leverkusen waren Grün-Weiß-Rot.

## Geschichte
In einer gemeinsamen Versammlung des TuS Manfort 1904 und Jahn Küppersteg 1914, dem Heimatverein des langjährigen Rekord-Nationalspielers Paul Janes, wurde am 25. Juli 1950 im Lokal Sinzig die Fusion beider Vereine zu dem neuen, Verein für Leibesübungen Leverkusen beschlossen. Seine sportlich erfolgreichste Zeit hatte der Verein in den 1950ern und 1960ern. Von 1950 bis 1954 und 1955/56 spielte der Klub in der zweigleisigen Landesliga Mittelrhein und von 1963 bis 1965 in der eingleisigen Verbandsliga Mittelrhein.
Am letzten Spieltag der Saison 2007/08 sicherte sich der VfL Leverkusen durch ein 1:1-Unentschieden vor fast 7000 Zuschauern gegen den direkten Konkurrenten SC Fortuna Köln vorläufig und knapp die Meisterschaft in der Verbandsliga Mittelrhein durch einen Treffer in der Nachspielzeit. Die Fortuna hätte einen Sieg gegen Leverkusen benötigt, das vor diesem „Finale“ mit einem Punkt die Tabelle anführte. Allerdings wurde dem VfL am 10. Juli 2008 der Aufstieg durch das Sportgericht des Westdeutschen Fußball- und Leichtathletik-Verbandes wegen verspätet eingereichter Unterlagen zum Lizenzierungsverfahren aberkannt.
Die Fortuna spielte daher in der Saison 2008/09 in der NRW-Liga, während der VfL in der Verbandsliga Mittelrhein verblieb, in der er in der Spielzeit 2008/09 seinen Titel nicht verteidigen konnte und in der Abschlusstabelle den 5. Platz belegte. 2011 folgte der Abstieg in die Landesliga. Dem VfL Leverkusen gelang in der Spielzeit 2013/14 mit der Landesligameisterschaft noch einmal die Rückkehr in die Mittelrheinliga. Nach zwei Jahren musste am Ende einer von finanziellen Problemen begleiteten Saison 2015/16 der erneute Abstieg in die Landesliga hingenommen werden.
Im Februar 2017 wurde ein Insolvenzverfahren gegen den Verein eröffnet. Als Konsequenz stellte der VfL den Spielbetrieb ein und meldete seine Landesliga-Mannschaft ab. Alle ausgetragenen Spiele wurden aus der Wertung genommen. Der Verein wurde aufgelöst und sein Name aus dem Register gestrichen. Zum 24. März 2017 wurde die Jugendabteilung vom Nachfolgeverein SC Leverkusen übernommen.

## Platzierungen der letzten Jahre
| Saison  | Liga                             | Platzierung | Auf-/Abstieg  |
| ------- | -------------------------------- | ----------- | ------------- |
| 2005/06 | Verbandsliga Mittelrhein         | 8.          |               |
| 2006/07 | Verbandsliga Mittelrhein         | 10.         |               |
| 2007/08 | Verbandsliga Mittelrhein         | 1.          | kein Aufstieg |
| 2008/09 | Mittelrheinliga                  | 5.          |               |
| 2009/10 | Mittelrheinliga                  | 6.          |               |
| 2010/11 | Mittelrheinliga                  | 14.         | Abstieg       |
| 2011/12 | Landesliga Mittelrhein Staffel 1 | 3.          |               |
| 2012/13 | Landesliga Mittelrhein Staffel 1 | 7.          |               |
| 2013/14 | Landesliga Mittelrhein Staffel 1 | 1.          | Aufstieg      |
| 2014/15 | Mittelrheinliga                  | 11.         |               |
| 2015/16 | Mittelrheinliga                  | 15.         | Abstieg       |
| 2016/17 | Landesliga Mittelrhein           | 16.         | zurückgezogen |

## Jugendfußball
Die A-Jugend (U19) des VfL Leverkusen stieg zur Saison 2005/06 in die A-Junioren-Bundesliga auf, aus der man am Saisonende mit vier Siegen, sieben Unentschieden und 15 Niederlagen (19 Punkte bei 26:55 Toren) wieder abstieg. Unter Trainer Karl Slickers gelang dann eine Saison später der direkte Wiederaufstieg. In der Saison 2007/08 stieg die U-19 wieder aus der A-Junioren-Bundesliga mit 9 Punkten bei 18:108 Tore ab.

## Persönlichkeiten
| - Toni Burghardt - Jens Hegeler - Paul Janes - Richard Job | - Mohammed Lartey - Sascha Marquet - Zlatko Muhović - Peter Röger | - Ahmet Sağlam - Marko Schröder - Ferhat Ülker - Kurt Vossen |

## Nachfolgeverein SC Leverkusen
Als Nachfolgeverein wurde der SC Leverkusen gegründet, der am 24. März 2017 die Jugendabteilung des VfL Leverkusen übernahm. Ab der Saison 2017/18 nahm der neue Verein mit einer Herrenmannschaft am Spielbetrieb teil und startete in der Kreisliga D, der untersten Spielklasse. Bereits zwei Jahre später gelang der Aufstieg in die Kreisliga C, dem im Jahre 2022 der Aufstieg in die Kreisliga B folgte.